# 岐阜家庭裁判所
岐阜家庭裁判所（ぎふかていさいばんしょ）は、岐阜県岐阜市にある日本の家庭裁判所の一つで、岐阜県を管轄している。略称は、岐阜家裁（ぎふかさい）。大垣、高山、多治見、御嵩に支部を、中津川、郡上に出張所を置いている。
岐阜家庭裁判所の本庁・支部は岐阜地方裁判所の本庁・支部に併設している。また、本庁・支部・出張所のいずれにも簡易裁判所が併設されている。

## 所在地
- 本庁：岐阜県岐阜市美江寺町2丁目4-1　北緯35度25分30.3秒 東経136度45分34.6秒 / 北緯35.425083度 東経136.759611度
JR東海道線、高山線 岐阜駅より北へ徒歩約20分
JR岐阜駅バスターミナルまたは名鉄名古屋本線、各務原線 名鉄岐阜駅前バス停より、岐阜バスに乗車し、「市民会館・裁判所前」下車すぐ。または「市役所前」下車徒歩3分(バス乗車時間はいずれも約10分)。
- 大垣支部：岐阜県大垣市丸の内1-22　北緯35度21分43.7秒 東経136度36分51.4秒 / 北緯35.362139度 東経136.614278度
JR東海道線、樽見鉄道樽見線、養老鉄道養老線 大垣駅南西徒歩約10分。
- 高山支部：岐阜県高山市花岡町2丁目63-3　北緯36度8分41.2秒 東経137度15分4.2秒 / 北緯36.144778度 東経137.251167度
JR高山線 高山駅北徒歩約5分。
- 多治見支部：岐阜県多治見市小田町1丁目22-1　北緯35度20分18.8秒 東経137度7分43.6秒 / 北緯35.338556度 東経137.128778度
JR中央線、太多線 多治見駅より徒歩約15分
- 御嵩支部：岐阜県可児郡御嵩町御嵩1177　北緯35度25分53.3秒 東経137度7分54.6秒 / 北緯35.431472度 東経137.131833度
名古屋鉄道広見線 御嵩駅から北東へ徒歩約10分。
- 中津川出張所:岐阜県中津川市かやの木町4-2　北緯35度29分9.3秒 東経137度30分5.2秒 / 北緯35.485917度 東経137.501444度
JR中央線 中津川駅より北恵那交通バスにて約8分、「合同庁舎前」下車。
- 郡上出張所:岐阜県郡上市八幡町殿町63-2　北緯35度45分8.7秒 東経136度57分26.6秒 / 北緯35.752417度 東経136.957389度
城下町プラザバス停隣。

## 管轄区域
- 本庁
  - 岐阜市、関市、美濃市、羽島市、各務原市、山県市、瑞穂市、本巣市、下呂市(金山振興事務所の所管区域)、羽島郡岐南町、笠松町、本巣郡北方町
- 郡上出張所
  - 郡上市
- 多治見支部
  - 多治見市、瑞浪市、土岐市、恵那市
- 中津川出張所
  - 中津川市
- 御嵩支部
  - 美濃加茂市、可児市、加茂郡坂祝町、富加町、川辺町、七宗町、八百津町、白川町、東白川村、可児郡御嵩町
- 大垣支部
  - 大垣市、海津市、養老郡養老町、不破郡垂井町、関ケ原町、安八郡神戸町、輪之内町、安八町、揖斐郡揖斐川町、大野町、池田町
- 高山支部
  - 高山市、飛騨市、下呂市(金山振興事務所の所管区域を除く)大野郡白川村

※ただし、各支部の合議事件、多治見・御嵩の各支部の少年事件は本庁でそれぞれ取り扱う。

※中津川出張所は、家事審判法で定める家庭に関する事件の審判及び調停のみ扱い、その他の事務は多治見支部が扱う。

※郡上出張所は家事事件の受付および出張家事審判・出張家事調停のみ行い、その他の事務は本庁が扱う。

## 歴代所長
岐阜家庭裁判所の所長は岐阜地方裁判所の所長を兼任している。岐阜地方裁判所#歴代所長を参照。